# Harry Moses
Harry Moses (* 13. Februar 1858 in Windsor, Australien; † 7. Dezember 1938 in Strathfield, Australien) war ein australischer Cricketspieler, der zwischen 1887 und 1895 für die australische Nationalmannschaft spielte.

## Kindheit
Moses war Sohn des Politikers Henry Moses der im Parlament von New South Wales saß.

## Aktive Karriere
Moses gab sein First-Class-Debüt für New South Wales in der Saison 1886/87. Sein Debüt in der australischen Nationalmannschaft absolvierte er in der gleichen Saison gegen England und war dort der beste Batter der Tour. In der Saison 1887/88 erzielte er 297 Runs für New South Wales gegen Victoria und war auch Teil des einzigen Tests der Saison gegen England. An den folgenden Touren in England konnte er auf Grund seiner Geschäftsverpflichtungen nicht teilnehmen. Ein weiterer Einsatz erfolgte in der Saison 1891/92, wobei er im zweiten Tests auf Grund eines verletzten Beins ausscheiden musste. Seinen letzten Test absolvierte er dann bei der Ashes Tour 1894/95. Daraufhin beendete er seine Karriere und konzentrierte sich seine Geschäftstätigkeiten.

## Nach der aktiven Karriere
Moses arbeitete als Geschäftsführer in mehreren Unternehmen wie Tooth and Co., Goldsbrough Mort & Co und Alliance Assurance.